# Nils Reinhold Cederborgh
Nils (döpt Niclas) Reinhold Cederborgh, född 1742, död 25 oktober 1827 i Lindesbergs socken, var en svensk brukspatron. 
Nils Reinhold Cederborgh var son till brukspatronen Erik Cederborgh (1697–1778) och Anna Maria Tersmeden; modern tillhörde en ofrälse gren av ätten Tersmeden. Hennes far Thomas Tersmeden var brukspatron på Kolsva bruk. Hans mor var Christina Börstelia. Anna Maria Tersmedens mor Johanna Margareta Djurklow var adlig, och ättling till Morgonstjerna.
Genom arv på fädernet och mödernet fick Nils Reinhold Cederborgh andel i Kolsva bruk, och ägde Östra Bor och uppköpte 1797 Dalkarlshyttan i Lindesberg. Genom sitt äktenskap med Maria Fredrika Victorin blev han delägare i Stjärnfors bruk i Ljusnarsberg.
Barn
- Erik Reinhold Cederborgh
- Fredrik Cederborgh